# Lenguas kainji
Las lenguas kainji o kainyi son un grupo de unas 16 de lenguas habladas por más de 900 mil personas en Nigeria. Las cuatro demográficamente más importantes son el tsuvadi (150 000), el cishingini y el Tsishingini (100 000 cada uno), todas ellas forman parte de la rama kambari; y finalmente el Clela (= C'lela, Lela) (100 000), de la rama duka.

## Clasificación
Las lenguas kainji más divergentes son el reshe, el laru y el lopa. La subclasificación del resto de rama todavía no está clara, ya que la división inicial propuesta entre kainji oriental y occidental ha sido abandonada. Una clasificación estándar es la siguiente:
- Reshe
- Laru, Lopa (ramas independientes?)
- Kainji (propiamente dicho)
  - Kambari
  - Basa
  - Kamuku
  - Shiroro
  - Kainji NW (Lela, Duka)
  - Kainji oriental

## Comparación léxica
Los numerales para diferentes kainji son:
| GLOSA | Occidental | Occidental | Occidental | Occidental | Occidental  | Occidental | Occidental | Occidental | Occidental    | Occidental | Oriental        | PROTO- KAINJI |
| GLOSA | Bassa      | Duka       | Duka       | Duka       | Kambari     | Kamuku     | Kamuku     | Kamuku     | Kamuku        | Reshe      | Oriental        | PROTO- KAINJI |
| GLOSA | Bassa      | C'lela     | Hun- Saare | Ut-ma'in   | Tsishingini | Acapa Oc.  | Cinda      | Hungworo   | Pongu (Pangu) | Reshe      | Anaguta (Iguta) | PROTO- KAINJI |
| ----- | ---------- | ---------- | ---------- | ---------- | ----------- | ---------- | ---------- | ---------- | ------------- | ---------- | --------------- | ------------- |
| '1'   | hĩn        | ʧĩ́         | ʧo̠ːn       | ʧɘ̄ːn       | íjján       | tôː        | ĩ́jɑ́        | ĩ́ːjə̃́       | hĩ́ː           | ʦúnnɛ̀      | dínkā           | *dĩ(n)/ *ʦun  |
| '2'   | jèbí       | ʔílɨ̀       | joːr       | jɘ̄ːr       | ìɾɛ̀         | jápù       | ⁿdə́ɰə̀      | ʔʲə̃̂ʤə̀      | ɾêːnù         | rìsə̄       | rɛ̀ːpú           | *rebu/ *ire   |
| '3'   | tàtɔ       | tɨ́ːʧù      | tetː       | tɘ̄t        | tàʔàtsú     | tâːtù      | tɑ́tɔ̀       | tât̼ɔ̀       | tâːtù         | tàʦwā      | tàːrū           | *taːtu        |
| '4'   | néʃì       | náːsé      | násː       | náːs       | nə́ʃín       | nósì       | nə́ʃì       | ùnə́sĩ̀      | nə̃́ːʃĩ̀         | nāʃẽ́       | nàːnzī          | *na(n)si      |
| '5'   | táná       | tã́         | táːn       | tán        | táːwún      | tã̂u        | tɑ́ɑ̀        | sàtá       | tá            | tɔ̃̄         | ʃùːbì           | *tan(do)      |
| '6'   | ʧìhin      | ʧíhĩ̀       | ʧînd       | ʃìʃìn      | tə̀ːlí       | tóɾíhĩ̀     | tə́nə́hì     | ūt̼únìhĩ̄    | ʧíníhì        | tēnzɔ̄      | twàːsì          | *5+1          |
| '7'   | ʧénʤe      | tã̀ʔílɨ̀     | táʔjoːr    | tàʔèr      | ʧìndɛ̀ɾɛ́     | tíndàjà    | tə́ndə́ɰə̀    | ūtə́ndə̀ɾʲə̄  | tə̃́ndə́ɾə̀       | tànsã̄      | súnāːrí         | *5+2          |
| '8'   | tɔndatɔ    | jɨ́ːɾù      | ʔjéːr      | éːr        | kùnlə̀       | kùrílːò    | tə́ntɑ́tɔ̀    | ūtátàt̼ɔ̄    | tə̃́ndáːtù      | dálànzɔ̀    | ùrū             | *5+3          |
| '9'   | ʧínʤìʃì    | dóːɾè      | ʤírò̠       | dʒʷɘ̄ːr     | kùtʧí       | kùtítːí    | tə́ndə́ʃì    | ūtə́nə̀sĩ̄    | tṹndúʃì       | tānāʃẽ́     | tɔ̀rbɔ̀           | *5+4          |
| '10'  | uḿpwá      | ʔóːpá      | o̠pː        | ɔ̄p         | kùpːá       | ùkúpːà     | òpɑ́        | īkópʲè     | úpwá          | úpwà       | būtúːrú         | *upʷa/ *kupa  |